# TUA Assicurazioni
TUA Assicurazioni ist ein italienischer Versicherer mit Sitz in Mailand, der sich insbesondere auf das für Sach- und Haftpflichtversicherungsgeschäft fokussiert.

## Geschichte
TUA Assicurazioni wurde 2003 als Tochterunternehmen der Cattolica Assicurazioni gegründet, um sich auf das Geschäft innovativer Produkte für Familien und Kleinunternehmen zu fokussieren. Durch die Übernahme der Mehrheit an der Cattolica Assicurazioni durch die Assicurazioni Generali geriet der Versicherer in dessen Einflusssphäre. Im Oktober 2023 verkündete die Allianz SE über ihre Italientochter Allianz SpA die Übernahme der TUA Assicurazioni, Anfang März 2024 wurde der Erwerb in Höhe von 280 Millionen Euro offiziell vermeldet. Die TUA Assicurazioni erwirtschaftete im letzten Jahr vor der Transaktion Bruttobeiträge in Höhe von zu 280 Millionen Euro. Die Gesellschaft soll auf die Allianz SpA verschmolzen werden.